# Снежная королева (роман)
«Снежная королева» (англ. The Snow Queen) — научно-фантастический роман американской писательницы Джоан Виндж, изданный в 1980 году и удостоенный в 1981 году премий «Хьюго» и Локус. Роман открывает одноимённый цикл.

## Сюжет
Роман является своеобразным ремейком одноимённой сказки Ханса Кристиана Андерсена. Действие романа происходит на планете Тиамат, на которой смена времён года происходит раз в 150 лет. Зима подходит к концу. Снежная Королева — Ариенрод, которая правит планетой, должна уступить место Королеве Лета, которую должны избрать, а саму её должны бросить в океан. Не желая гибнуть, Ариенрод придумала план, для исполнения которого заранее имплантировала свои клетки-клоны в несколько суррогатных матерей, не подозревающих об этом.
Выжил единственный клон — Мун. По ходу сюжета двадцатилетняя девушка, не подозревающая правду о своём происхождении, пытается спасти своего любимого — Спаркса, попавшего под чары Снежной Королевы, сделавшей его своим фаворитом. Её приключения повторяют путь Герды из сказки Андерсена.
Роман относят к жанру «женской фантастики». В нём большое внимание уделяется внутреннему миру героев.

## Продолжения
Роман был впервые опубликован в 1981 году. Для его обложки была использована работа Майкла Уэлана. На волне успеха было выпущено два романа-продолжения. Роман «World’s End» («Конец света») был опубликован в 1984 году, в 1985 году номинировался на премию «Локус». Третий роман, «The Summer Queen» («Летняя королева»), вышел в 1991 году и в 1992 году номинировался на премии «Хьюго» и «Локус». Кроме того, в 2000 году был издан роман-приквел «Tangled Up in Blue» («Запутавшаяся в синеве»), действие которого идёт параллельно роману «Снежная королева».

## Награды и номинации
- Премия «Небьюла» за лучший роман: 1980 год (номинация)
- Премия «Хьюго» за лучший роман: 1981 год (победитель)
- Премия «Локус» за лучший научно-фантастический роман: 1981 год (победитель)

## Русскоязычные переводы
Роман на русском языке издавался дважды — в переводе Ирины Тогоевой:
- Виндж Дж. Снежная королева / Пер. с англ. И. Тогоевой; редакторы Г. Дуткина, А. Корженевский. — Смоленск: Русич; М.: Александр Корженевский, 1995. — 592 с. — (Спектр). — 30 000 экз. — ISBN 5-87917-011-X, ISBN 5-88590-162-7, ISBN 0-440-17749-9.
- Виндж Дж. Снежная королева / Пер. с англ. И. Тогоевой. — М.: АСТ; Ермак, 2003. — 608 с. — (Золотая библиотека фантастики). — 8000 экз. — ISBN 5-17-018642-8, ISBN 5-9577-0039-8.

Другие романы серии на русском языке не выходили